# Joep
Joep is een korte Nederlandse jongensnaam, van origine een verkleining van Jozef of Jacob. De schrijfwijze als Youp is in 1973 ontstaan in de vriendenkring van cabaretier Youp van 't Hek, bij de burgerlijke stand bekend als Joseph Jacobus Maria van 't Hek. De vrouwelijke naam Joepje is een vleivorm van Job of Jacob.
D'r Joep, sinds 1957 een beeld op de Markt in het centrum van Kerkrade, is vernoemd naar "d'r Joep, inne echte köaler", onze Joep, een echte mijnwerker.
Tup en Joep zijn twee apen in de gelijknamige kinderboekenserie van Henri Arnoldus sinds 1954.
Een andere bekende fictieve naamdrager is Joep Meloen, gepersonifieerd door André van Duin in de film Ik ben Joep Meloen uit 1981.
- Joep
- Joep Baartmans-van den Boogaart
- Joep Beckers
- Joep Bertrams
- Joep Beving
- Joep Bonn
- Joep Brandes
- Joep Coppens
- Joep Delnoye
- Joep Dohmen
- Joep Dohmen (filosoof)
- Joep Dohmen (journalist)
- Joep Faddegon
- Joep Francotte
- Joep Franssen
- Joep Franssens
- Joep Galiart
- Joep Geraedts
- Joep Goeting
- Joep Haffmans
- Joep Hahn
- Joep Henneboel
- Joep Hennebohl
- Joep Henneböhl
- Joep Hommerson
- Joep Kalverdijk
- Joep Kluskens
- Joep Konings
- Joep Kotalla
- Joep Lange
- Joep Langebrug
- Joep Leerssen
- Joep Meloen
- Joep Meyer
- Joep Mommersteeg
- Joep Munsters
- Joep Nicolas
- Joep Nicolas van Ronkenstein
- Joep Onderdelinden
- Joep Packbiers
- Joep Pennartz
- Joep Roelofsen
- Joep Schreuder
- Joep Schrijvers
- Joep Sertons
- Joep Straesser
- Joep Thissen
- Joep Truijen
- Joep Verburg
- Joep Vermolen
- Joep Wennemars
- Joep Zweegers
- Joep afddegon
- Joep de Boer
- Joep de Mol
- Joep konings
- Joep van Deudekom
- Joep van Els
- Joep van Geelkerken
- Joep van Lieshout
- Joep van de Rande
- Joep van den Nieuwenhuizen
- Joep van den Nieuwenhuyzen
- Joep van den Ouweland
- Joep van den nieuwenhuyzen
- Joep van der Geest
- Joep van der Linden
- Joep van der Sluijs
- Joep van het Hek
- Joeper
- Joepera
- Joepere
- Joepie
- Joepie (Chirojeugd)
- Joepie (KSA)
- Joepie Joepie is gekomen
- Joepie KSA
- Joepie Top 50
- Joepik
- Joepiken
- Joepiks